# Luke and the Bang-Tails
Luke and the Bang-Tails é um curta-metragem norte-americano de 1916, do gênero comédia, estrelado por Harold Lloyd.

## Elenco
- Harold Lloyd - Luke
- Bebe Daniels
- Snub Pollard

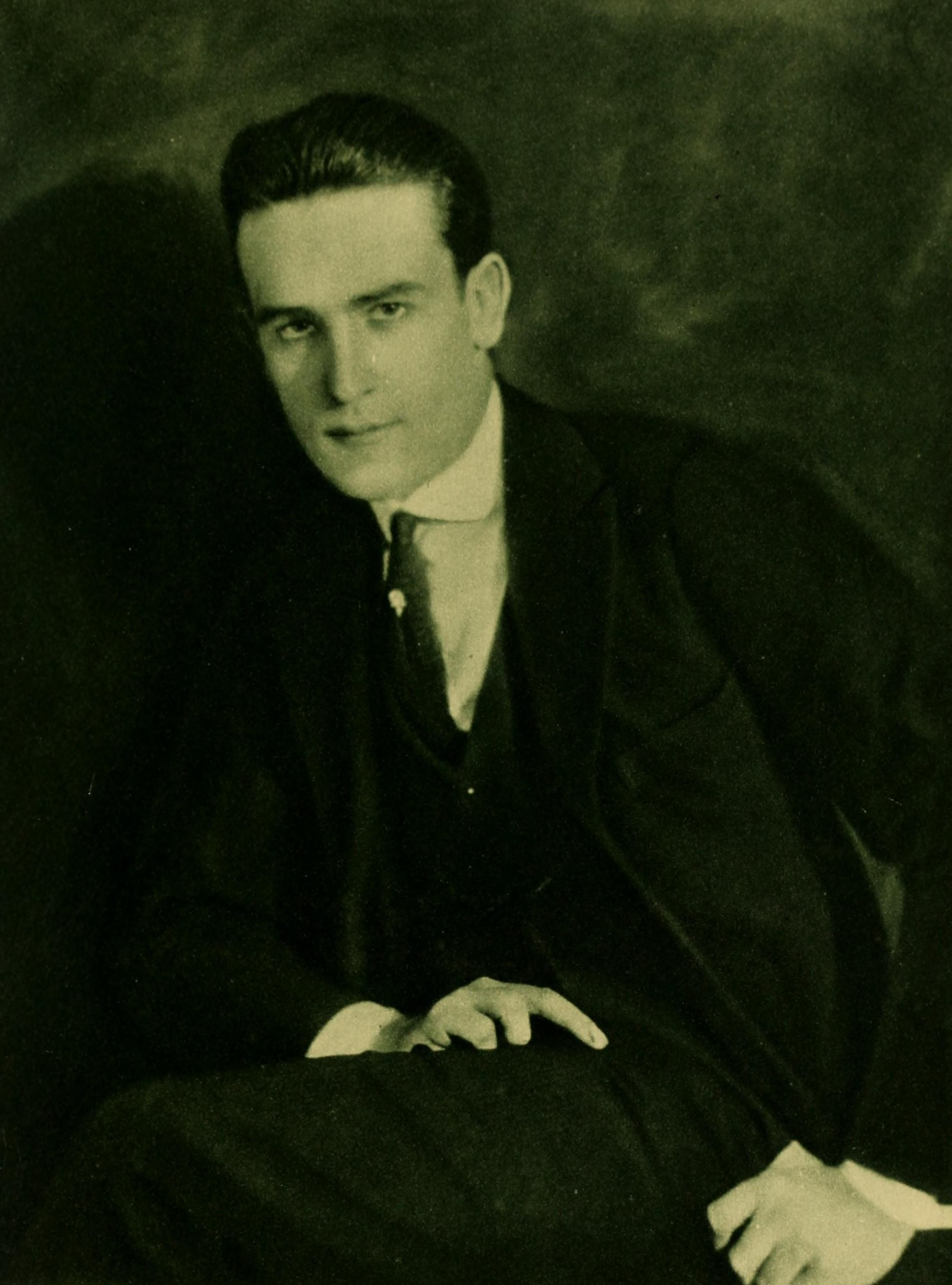
Harold Lloyd

- Charles Stevenson - (como Charles E. Stevenson)
- Billy Fay
- Fred C. Newmeyer
- Sammy Brooks
- Harry Todd
- Bud Jamison
- Margaret Joslin - (como Mrs. Harry Todd)
- Dee Lampton
- May Cloy
- Mrs. Halliburton
- Clarke Irvine